# Nicolai Vollquartz
Nicolai Vollquartz (Viborg, 7 februari 1965) is een voormalig voetbalscheidsrechter uit Denemarken. Hij leidde wedstrijden in de hoogste afdeling van de Deense voetbalcompetitie, de Superligaen, van 1997 tot 2011. Vollquartz maakte zijn debuut op 27 juli 1997 in de competitiewedstrijd Odense BK – Aalborg BK (0-0). Hij deelde in die wedstrijd een rode kaart (twee keer geel) uit aan Allan Gaarde (Aalborg BK) in de 88ste minuut.

## Statistieken
| Seizoen   | Competitie  | Duels | Kaarten    | Kaarten                                    | Kaarten     | Pen. |
| Seizoen   | Competitie  | Duels | Kreeg geel | Kreeg voor de tweede keer geel en dus rood | Weggestuurd | Pen. |
| --------- | ----------- | ----- | ---------- | ------------------------------------------ | ----------- | ---- |
| 1997–1998 | Superligaen | 16    | 45         | 1                                          | 2           | 4    |
| 1998–1999 | Superligaen | 16    | 42         | 0                                          | 4           | 5    |
| 1999–2000 | Superligaen | 18    | 46         | 1                                          | 0           | 4    |
| 2000–2001 | Superligaen | 15    | 39         | 0                                          | 2           | 6    |
| 2001–2002 | Superligaen | 17    | 37         | 0                                          | 3           | 4    |
| 2002–2003 | Superligaen | 18    | 26         | 0                                          | 0           | 4    |
| 2003–2004 | Superligaen | 17    | 42         | 0                                          | 2           | 3    |
| 2004–2005 | Superligaen | 18    | 53         | 2                                          | 1           | 1    |
| 2005–2006 | Superligaen | 14    | 38         | 0                                          | 0           | 4    |
| 2006–2007 | Superligaen | 19    | 67         | 3                                          | 0           | 4    |
| 2007–2008 | Superligaen | 22    | 58         | 1                                          | 0           | 3    |
| 2008–2009 | Superligaen | 14    | 37         | 0                                          | 1           | 5    |
| 2009–2010 | Superligaen | 19    | 40         | 1                                          | 2           | 2    |
| 2010–2011 | Superligaen | 17    | 38         | 0                                          | 0           | 4    |
| Totaal    | Totaal      | 240   | 608        | 9                                          | 17          | 53   |

## Interlands
| Datum      | Plaats               | Wedstrijd                   | Uitslag | Competitie           | Kreeg geel | Kreeg voor de tweede keer geel en dus rood | Weggestuurd |
| ---------- | -------------------- | --------------------------- | ------- | -------------------- | ---------- | ------------------------------------------ | ----------- |
| 31.01.2000 | La Manga, Spanje     | IJsland – Noorwegen         | 0 – 0   | Vriendschappelijk    | 1          | 0                                          | 0           |
| 06.06.2001 | Bakoe, Azerbeidzjan  | Azerbeidzjan – Slowakije    | 2 – 0   | WK 2002 kwalificatie | 4          | 0                                          | 0           |
| 15.08.2001 | Wenen, Oostenrijk    | Oostenrijk – Zwitserland    | 1 – 2   | Vriendschappelijk    | ?          | 0                                          | 0           |
| 03.07.2002 | Kuressaare, Estland  | Estland – Azerbeidzjan      | 0 – 0   | Vriendschappelijk    | ?          | 0                                          | 0           |
| 30.04.2003 | Glasgow, Schotland   | Schotland – Oostenrijk      | 0 – 2   | Vriendschappelijk    | ?          | 0                                          | 0           |
| 06.09.2003 | Tbilisi, Georgië     | Georgië – Albanië           | 3 – 0   | EK 2004 kwalificatie | ?          | 0                                          | 0           |
| 18.08.2004 | Zürich, Zwitserland  | Zwitserland – Noord-Ierland | 0 – 0   | Vriendschappelijk    | ?          | 0                                          | 0           |
| 26.03.2005 | Warschau, Polen      | Polen – Azerbeidzjan        | 8 – 0   | WK 2006 kwalificatie | ?          | 0                                          | 0           |
| 17.08.2005 | Oslo, Noorwegen      | Noorwegen – Zwitserland     | 0 – 2   | Vriendschappelijk    | ?          | 0                                          | 0           |
| 11.10.2006 | Frankfurt, Duitsland | Turkije – Moldavië          | 5 – 0   | EK 2008 kwalificatie | ?          | 0                                          | 0           |
| 24.03.2007 | Glasgow, Schotland   | Schotland – Georgië         | 2 – 1   | EK 2008 kwalificatie | ?          | 0                                          | 0           |
| 13.10.2007 | Londen, Engeland     | Engeland – Estland          | 3 – 0   | EK 2008 kwalificatie | ?          | 0                                          | 0           |
| 16.11.2007 | Wenen, Oostenrijk    | Oostenrijk – Engeland       | 0 – 1   | Vriendschappelijk    | ?          | 0                                          | 0           |
| 20.08.2008 | Glasgow, Schotland   | Schotland – Noord-Ierland   | 0 – 0   | Vriendschappelijk    | ?          | 0                                          | 0           |
| 14.10.2009 | Tallinn, Estland     | Estland – België            | 2 – 0   | WK 2010 kwalificatie | ?          | 0                                          | 0           |
| 08.10.2010 | Wenen, Oostenrijk    | Oostenrijk – Azerbeidzjan   | 3 – 0   | EK 2012 kwalificatie | ?          | 0                                          | 0           |